# Rhaphidodemas
Rhaphidodemas là một chi bướm đêm thuộc họ Geometridae.